# Oscar Carneiro
Oscar Carneiro (Paudalho, 25 de abril de 1900 — ?) foi um político brasileiro. Exerceu o mandato de deputado federal constituinte pelo Pernambuco em 1946.